# NGC 880
NGC 880 je galaksija u zviježđu Kit.

## Vanjske poveznice
- SEDS: NGC 880